# اوریم
اوریم، روستایی است از توابع بخش مرکزی شهرستان سوادکوه در استان مازندران ایران است.

## جمعیت
این روستا در دهستان راستوپی قرار دارد و براساس سرشماری مرکز آمار ایران در سال ۱۳۸۵، جمعیت آن ۱۱۸ نفر (۳۱خانوار) بوده‌است. مردم اوریم به گویش سوادکوهی که گویشی از زبان مازندرانی است صحبت می‌کنند.

## بزرگان
- کیوس گوران
- رشید پاریاوفلاح
- آقا شیخ صدوق گران حاتمی
- ملا میرزا بابا سوادکوهی